# Zapolednik
Zapolednik – przysiółek wsi Grębów w Polsce położony w województwie podkarpackim, w powiecie tarnobrzeskim, w gminie Grębów.
W latach 1975–1998 przysiółek administracyjnie należał do województwa tarnobrzeskiego.